# Keijiro Maeda
Keijiro Maeda, all'anagrafe Kyoutaro Fujimoto (藤本 京太郎) (Osaka, 23 giugno 1986), è un kickboxer e pugile giapponese.
In precedenza lottava con il ring name Kyoutaro Ranger. Ha vinto il K-1 Young Japan GP 2007, ed è stato finalista al K-1 World Grand Prix 2008.
Due volte il K-1 World Grand Prix: a Las Vegas nel 2004 e nelle Hawaii nel 2007.